# ウルコ

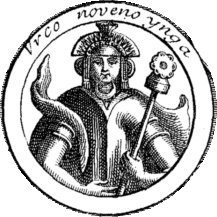
ウルコ

ウルコ（英Urco、ケチュア同じ、生没年不詳）は、クスコ王国の第8代サパ・インカ・ウィラコチャの庶子であり皇太子。父の生前より共同統治者であったとする文献もあるが、一般的に歴代のサパ・インカには数えられない。母は父の寵姫であったコリ・チュルパ。ウルコンとも表記する。
彼の父、ウィラコチャは長期の遠征によって疲労し、国防をアポ・マイタとビカキラオという有能な将軍たちに任せ、后や側室のための宮殿があるピサクに隠遁した。その際、ピサク郊外にあるカキア・ハキアワナという名の砦を息子のウルコとともに統治した。しかし、彼自身は政治・軍事には興味を示さず、国中から集められる女性のほうに興味を示したため、クスコでの生活には満足しなかった。よって一年の大半をピサクでの淫蕩の日々に費やした。
だが、インカ族のライバル、チャンカ族が上記のような状況につけこみクスコに進軍した。チャンカ族は戦略的な要所を通過したことで勝利を確信し、「クスコの割譲」、「チャンカ族の絶対的支配権」を要求した。それには彼もウィラコチャも驚き、側近や后を引き連れピサクなどに逃げ込んだ。
その後、腹違いの兄、クシ・ユパンキ（ウィラコチャの嫡子）がチャンカ族に大勝利し、父や弟が放棄したクスコを守った。そしてクシ・ユパンキは王位継承権を奪った庶子の弟であり皇太子でもあるウルコに復讐する。インカ王を選出するための選挙が開かれ、クスコに集まった貴族たちはクシを次のインカの王に選出した。しかしインカの共同統治者であったウルコにとっては認められないものであり、ピサクからクスコに向けて軍をすすめたが、途中で待ち伏せに遭い簡単に敗れ去った。